# Montirone
Montirone is een gemeente in de Italiaanse provincie Brescia (regio Lombardije) en telt 4428 inwoners (31-12-2004). De oppervlakte bedraagt 10,5 km², de bevolkingsdichtheid is 402 inwoners per km².

## Demografie
Montirone telt ongeveer 1632 huishoudens. Het aantal inwoners steeg in de periode 1991-2001 met 30,9% volgens cijfers uit de tienjaarlijkse volkstellingen van ISTAT.
| Jaar | Inwoneraantal |
| ---- | ------------- |
| 1991 | 3072          |
| 2001 | 4021          |

## Geografie
Montirone grenst aan de volgende gemeenten: Bagnolo Mella, Borgosatollo, Ghedi, Poncarale.